# Gyrinus aquisextanea
Gyrinus aquisextanea is een keversoort uit de familie van schrijvertjes (Gyrinidae). De wetenschappelijke naam van de soort is voor het eerst geldig gepubliceerd in 1989 door Nel.